# Rebeca Pereira
Rebeca Pereira (nacida el 23 de marzo de 1993) es una tenista brasileña.
Pereira tiene el ranking WTA más alto de su carrera de 949 en individuales y 189 en dobles. Ha ganado doce títulos de dobles de la ITF en su carrera.
Pereira ganó su mayor título hasta la fecha en el Kozerki Open 2021 en Polonia, donde ganó el evento de dobles, junto con Bárbara Gatica.

## Finales del Circuito ITF

### Dobles: 28 (12 títulos, 16 subcampeonatos)
| Premios                |
| ---------------------- |
| torneos de USD 100,000 |
| torneos de USD 80,000  |
| torneos de USD 60,000  |
| torneos de USD 25,000  |
| torneos de USD 15,000  |
| torneos de USD 10,000  |

| Finales por superficie |
| ---------------------- |
| Dura (1–3)             |
| Arcilla (11–25)        |
| Césped (0–0)           |
| Carpeta (0–0)          |

| Resultado | N.º   | Fecha           | Torneo                           | Nivel  | Superficie | Compañero      | Adversarios                                    | Puntaje                    |
| --------- | ----- | --------------- | -------------------------------- | ------ | ---------- | -------------- | ---------------------------------------------- | -------------------------- |
| Pérdida   | 0–1   | Julio 2017      | ITF Campos do Jordao, Brasil     | 15,000 | Dura       | Nathaly Kurata | Ingrid Gamarra Martins Camila Giangreco Campiz | 3–6, 6–7(1–7)              |
| Victoria  | 1–1   | Abril 2018      | ITF Villa Dolores, Argentina     | 15,000 | Arcilla    | Bárbara Gatica | Victoria Bosio Julieta Estable                 | 6–2, 6–4                   |
| Pérdida   | 1–2   | Agosto 2018     | ITF Guayaquil, Ecuador           | 15,000 | Arcilla    | Bárbara Gatica | Fernanda Brito Sofía Luini                     | 1–6, 0–6                   |
| Pérdida   | 1–3   | Agosto 2018     | ITF Lambaré, Paraguay            | 15,000 | Arcilla    | Bárbara Gatica | Fernanda Brito Camila Giangreco Campiz         | 4–6, 6–4, [3–10]           |
| Victoria  | 2–3   | Septiembre 2018 | ITF Hilton Head, Estados Unidos  | 15,000 | Arcilla    | Bárbara Gatica | Allura Zamarripa Maribella Zamarripa           | 7–6(7–2), 3–6, [11–9]      |
| Pérdida   | 2–4   | Noviembre 2018  | ITF Santiago, Chile              | 60,000 | Arcilla    | Bárbara Gatica | Quinn Gleason Luisa Stefani                    | 0–6, 6–4, [7–10]           |
| Victoria  | 3–4   | Noviembre 2018  | ITF Villa del Dique, Argentina   | 15,000 | Arcilla    | Bárbara Gatica | Fernanda Brito Carla Lucero                    | 6–3, 6–3                   |
| Pérdida   | 3–5   | Marzo 2019      | ITF Antalya, Turquía             | 15,000 | Arcilla    | Bárbara Gatica | Rina Saigo Yukina Saigo                        | 6–4, 2–6, [5–10]           |
| Pérdida   | 3–6   | Mayo 2019       | ITF Tabarka, Túnez               | 15,000 | Arcilla    | Bárbara Gatica | Kristyna Hrabalová Joanna Zawadzka             | 6–7(4–7), 7–6(9–7), [9–11] |
| Victoria  | 4–6   | Mayo 2019       | ITF Tabarka, Túnez               | 15,000 | Arcilla    | Bárbara Gatica | Eva Vedder Stéphanie Visscher                  | 6–3, 1–6, [10–5]           |
| Pérdida   | 4–7   | Junio 2019      | ITF Tabarka, Túnez               | 15,000 | Arcilla    | Bárbara Gatica | Natasha Fourouclas Ingrid Vojcinaková          | 6–3, 4–6, [8–10]           |
| Victoria  | 5–7   | Junio 2019      | ITF Périgueux, Francia           | 25,000 | Arcilla    | Bárbara Gatica | María Herazo González Diana Marcinkevica       | 6–4, 6–2                   |
| Pérdida   | 5–8   | Julio 2019      | ITF Denain, Francia              | 25,000 | Arcilla    | Bárbara Gatica | Daria Mishina Shilin Xu                        | 0–6, 5–7                   |
| Victoria  | 6–8   | Septiembre 2019 | ITF São Paulo, Brasil            | 15,000 | Arcilla    | Bárbara Gatica | Eugenia Ganga Thaisa Pedretti                  | 6–2, 6–4                   |
| Pérdida   | 6–9   | Octubre 2020    | ITF Monastir, Túnez              | 15,000 | Arcilla    | Bárbara Gatica | Yvonne Cavalle Reimers Eliessa Vanlangendonck  | 4–6, 6–7(3–7)              |
| Victoria  | 7–9   | Octubre 2020    | ITF Monastir, Túnez              | 15,000 | Arcilla    | Bárbara Gatica | Weronika Falkowska Lisa Ponomar                | 3–6, 7–6(7–3), [17–15]     |
| Pérdida   | 7–10  | Noviembre 2020  | ITF Las Palmas, España           | 15,000 | Arcilla    | Bárbara Gatica | Andrea Gámiz Guillermina Naya                  | 6–3, 5–7, [7–10]           |
| Pérdida   | 7-11  | Diciembre 2020  | ITF Madrid, España               | 15,000 | Arcilla    | Bárbara Gatica | Ángela Fita Boluda Oksana Selekhmeteva         | 6–7(4–7), 6–1, [5–10]      |
| Pérdida   | 7–12  | Abril 2021      | ITF Córdoba, Argentina           | 25,000 | Arcilla    | Bárbara Gatica | Amina Anshba Panna Udvardy                     | 3–6, 3–6                   |
| Pérdida   | 7–13  | Julio 2021      | ITF Tarvisio, Italia             | 25,000 | Arcilla    | Bárbara Gatica | Caijsa Wilda Hennemann Nika Radišić            | 4–6, 1–6                   |
| Pérdida   | 7–14  | Julio 2021      | ITF Olomouc, República Checa     | 60,000 | Arcilla    | Bárbara Gatica | Jessie Aney Anna Sisková                       | 1–6, 0–6                   |
| Victoria  | 8–14  | Julio 2021      | ITF Grodzisk Mazowiecki, Polonia | 60,000 | Arcilla    | Bárbara Gatica | Jang Su-jeong Lee Ya-hsuan                     | 6–3, 6–1                   |
| Pérdida   | 8–15  | Octubre 2021    | ITF Rio do Sul, Brasil           | 25,000 | Arcilla    | Bárbara Gatica | Katharina Gerlach Daniela Seguel               | 6–7(8–10), 3–6             |
| Pérdida   | 8–16  | Enero 2022      | ITF Florianópolis, Brasil        | 25,000 | Dura       | Bárbara Gatica | Andrea Gámiz Sofia Sewing                      | 4–6, 1–6                   |
| Victoria  | 9–16  | Febrero 2022    | ITF Tucumán, Argentina           | 25,000 | Arcilla    | Bárbara Gatica | Andrea Gámiz Paula Ormaechea                   | 6–3, 7–5                   |
| Victoria  | 10–16 | Marzo 2022      | ITF Salinas, Ecuador             | 25,000 | Dura       | Bárbara Gatica | María Herazo González María Paulina Pérez      | 6–4, 6–0                   |
| Victoria  | 11–16 | Mayo 2022       | ITF Praga, República Checa       | 60,000 | Arcilla    | Bárbara Gatica | Jesika Malečková Miriam Kolodziejová           | 6–4, 6–2                   |
| Victoria  | 12–16 | Junio 2022      | Périgueux, Francia               | 25,000 | Arcilla    | Daniela Seguel | Emily Appleton Alexandra Osborne               | 6–4, 6–1                   |

## Redes sociales
- Twitter

- Instagram

- Datos: Q91535064